# 19521 카오스
19521 카오스는 어떤 행성과도 공명이 되지 않는 카이퍼 벨트 천체이다. 그것은 아마도 왜행성일 것이다. 카오스는 1998년 Kitt Peak의 4m 망원경으로 딥 생태 조사에 의해 발견되었다. 그것은 그리스 신화의 원시적 존재 상태의 이름을 따서 명명되었다.